# Streymnes
Streymnes este un oraș din Insulele Faroe.